# یووا (دوره)
یووا (به ژاپنی: 養和 Yōwa) نام یک عصر تاریخی ژاپنی (نِنگُو) بود. این عصر بعد از جیشو و قبل از جوئی قرار داشت و از ژوئیه ۱۱۸۱ تا مه ۱۱۸۲ میلادی به طول انجامید. در طی این عصر امپراتور آنتوکو، امپراتور ژاپن بود.